# David Christoph Huber
David Christoph Huber (* 8. März 1777 in St. Gallen; † 5. Dezember 1836 ebenda) war ein Schweizer evangelischer Geistlicher und Pädagoge.

## Leben
David Christoph Huber wurde als drittes Kind des Christian Huber (* unbekannt; † 1794), Prediger in St. Gallen, geboren.
Ursprünglich wollte er Buchbinder werden, jedoch beeinflusste ihn sein Onkel, der ihn nach dem Tod seines Vaters bei sich aufnahm, der Stadtpfarrer Georg Kaspar Scherrer (1757–1821), dass er Geistlicher werden müsse, um diesen Stand, der bereits seit fünf Generationen in der Familie bestehe, fortzuführen.
Er besuchte das Gymnasium in St. Gallen, das einen Lehrstuhl in Theologie hatte, und erhielt Anfang 1798 die Stelle eines Kantors in der französischen Kirche und etwas später zugleich die Kantorstelle in der deutschen Hauptkirche St. Laurenzen.
Am 26. April 1799 bestand er sein theologisches Examen und erhielt am 3. Mai desselben Jahres seine Ordination. Kurz darauf wurde er am 29. Juni 1799 Bergpfarrer in der Pfarrei Tägerschen in der Talschaft Toggenburg. Im September 1801 wurde er durch den Schulrat nach St. Gallen zurückgerufen, und ihm wurde die Lehrerstelle der fünften Klasse des Gymnasiums übertragen, hiermit verbunden war die Pfarre Linsebühl; gleichzeitig wurde er zum Katecheten der St.-Leonhards-Kirche gewählt und bald darauf zum dortigen Gesangslehrer. 1804 nahm er einen Tausch zwischen der Katechese von St. Leonhard mit derjenigen in Linsebühl vor. Freiwillig wechselte er im Frühjahr 1805 von seiner Stelle am Gymnasium in die neue Schuleinrichtung der zweiten Primarschule. Am 10. Juni 1805 wurde er zum Pfarrer in Bernang (heute: Berneck) im Rheintal und im August 1809 zum Aktuar des Kapitels Rheintal gewählt. Der Gemeinderat übertrug ihm am 25. Mai 1813 die zweite Pfarrstelle in St. Leonhard. Am 6. Juli 1813 wurde er Mitglied des Prüfungsausschusses und am 7. Juli 1813 deren Aktuar. Am 31. August 1813 übertrug ihm der Schulrat die dritte und vierte Primarschule am Gymnasium, gleichzeitig behielt er seine Pfarrstelle bei. 1816 wurde er Aktuar der Synode des evangelischen Kanton-Kirchenrats und des Kapitels St. Gallen und im Mai 1820 Katechet in der St.-Magnus-Kirche sowie im März 1822 Registrator in der Stadtbibliothek und Mitglied der Stadtkirchenvorsteherschaft.
Am 2. Juli 1822 wurde er zum Kirchenrat gewählt. Als Ende 1823 die öffentlichen Lehranstalten in St. Gallen umgestaltet wurden, erhielt er am 20. Dezember 1823 die Stelle eines Vorstehers sämtlicher Primarschulen und wurde einer ihrer Lehrer der obersten Klassen unter Beibehaltung seiner Pfarrstelle. Im Juni 1824 wurde er Registrator und Aktuar der Stadtbibliothek und blieb dies bis 1828. 1828 wurde er erneut für sechs Jahre als Kirchenrat bestätigt.
1834 kam es zu einer politischen Umgestaltung des Kantons St. Gallen. In der Hauptstadt wurden die Pfarr- von den Schulstellen getrennt, dies führte dazu, dass die Hälfte der Predigerstellen aufgelöst wurden, um die noch bestehenden besser einrichten und besolden zu können. Auch die Kirche St. Leonhard verlor einen Pfarrer, so dass er alleine übrig blieb, nachdem er am 2. März 1834 durch die versammelte Gemeinde zu ihrem Hauptpfarrer bestimmt worden war. Er legte daraufhin seine Schulstelle nieder und liess sich in seinem Kirchsprengel nieder. Im Sommer 1834 wurde er von der Stadtbürgerversammlung zum Mitglied des Schulrates ernannt.
David Christoph Huber war in St. Gallen auch als Zuchthausprediger tätig.
Ende 1799 heiratete er in erster Ehe Elisabeth Zollikofer von Altenklingen (* unbekannt; † Januar 1801) aus St. Gallen. Im September 1801 verheiratete er sich in zweiter Ehe mit Maria Barbara, einer Tochter des Ratsherrn Kaltschmidt aus Lindau. Er hinterliess einen Sohn, der ebenfalls dem Stand der Geistlichen in St. Gallen angehörte.

## Mitgliedschaften
David Christoph Huber war Mitglied des Wissenschaftlichen Vereins, des St. Galler Hilfsvereins und der Predigerwitwenkasse der evangelischen Kantonsgeistlichkeit.